# Sh2-266
Sh2-266 est une nébuleuse en émission visible dans la constellation d'Orion.
Elle est située dans la partie nord-est de la constellation, à la frontière avec les Gémeaux. Elle peut être identifiée à environ 2 ° au nord-ouest de l'étoile ξ Orionis, qui étant de quatrième magnitude est clairement visible à l'œil nu. Sa déclinaison n'est pas particulièrement septentrionale, ce qui signifie qu'elle peut être facilement observée depuis les deux hémisphères célestes, bien que les observateurs de l'hémisphère nord soient légèrement plus avantagés. La période pendant laquelle elle atteint la plus haute altitude à l'horizon se situe entre les mois de novembre et mars.
Il s'agit d'une région H II, même si dans le passé elle a été confondue avec une nébuleuse planétaire, au point qu'elle porte également la désignation PK 195-0.1. Sa structure a la forme d'un anneau, d'où l'échange, et est ionisée par la supergéante bleue V1308 Orionis, une étoile de classe spectrale B0 appelée étoile Ae/Be de Herbig, de magnitude apparente 11,95. Le nuage est situé sur le bord extérieur du bras de Persée, à une distance d'environ 6 000 pc (∼19 600 al). Sa non-appartenance à la classe des nébuleuses planétaires a été démontrée grâce à l'étude dans le proche infrarouge, dans laquelle elle montre un excès de rayonnement qui ne peut pas être typique des nébuleuses planétaires. Des phénomènes limités de formation d'étoiles sont également présents dans la région, comme en témoigne la présence de deux masers à eau. Le nuage héberge également certaines sources de rayonnement infrarouge regroupées dans un cluster catalogué IRAS 06145+1455, pour un total de 20 objets connus,.